# Testa del Leone
La Testa del Leone (Tête du Lion in francese) è una montagna di 3.715 m s.l.m. delle Alpi Pennine, situata sullo spartiacque tra la Valle d'Aosta e il Vallese.
È collocata tra il Col Tournenche (3484 m) e il Colle del Leone (in francese, Col du Lion - 3581 m) di poco ad ovest del più alto e più importante Cervino.

## Salita alla vetta

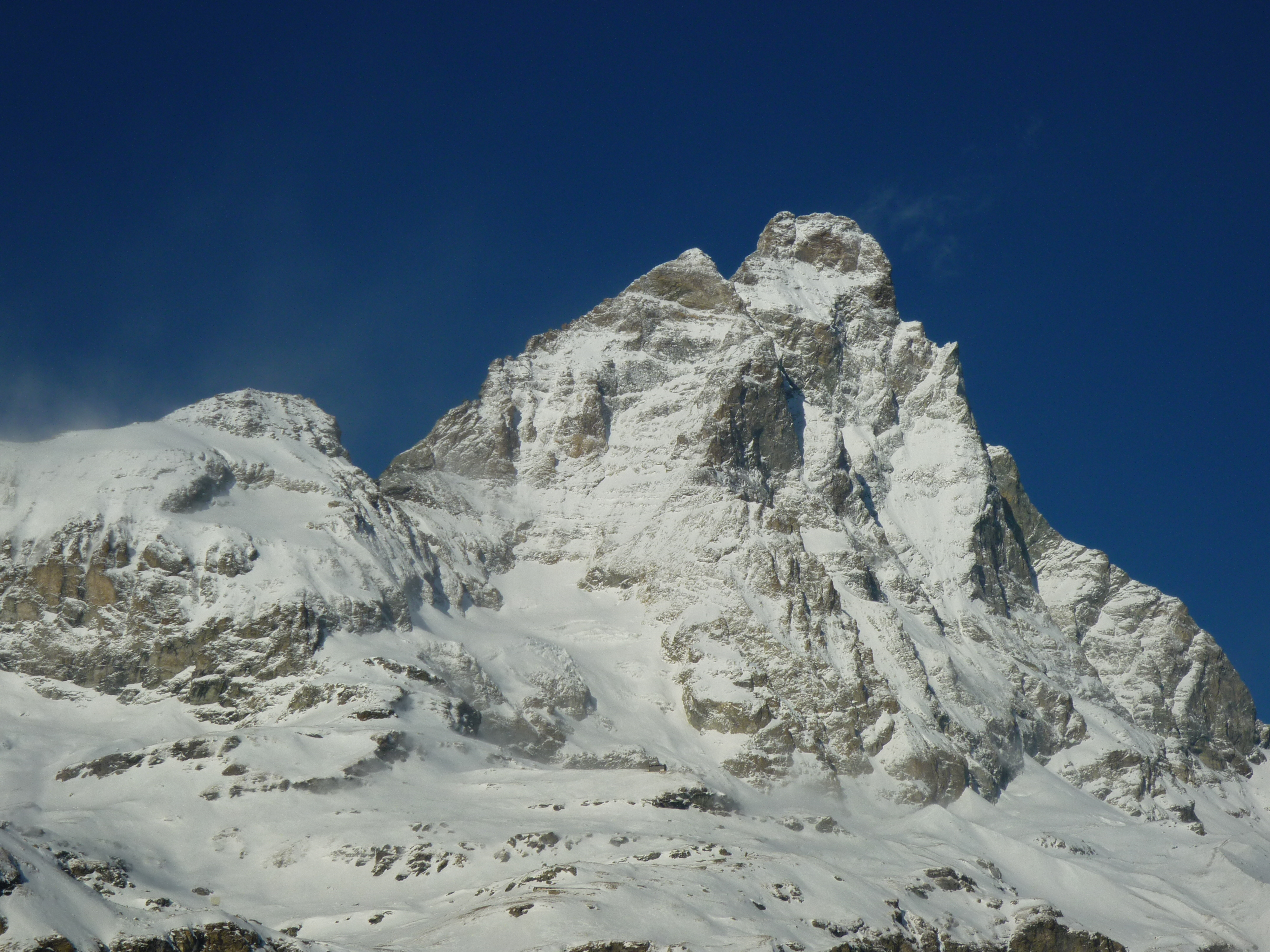
La Testa del Leone (in basso a sinistra) e il Cervino dal Breuil in inverno

Normalmente l'accesso avviene partendo dal Rifugio Duca degli Abruzzi all'Oriondé. Percorrendo il primo tratto della via normale italiana al Cervino e, prima di raggiungere il Col du lion, si sale sulla vetta percorrendo il versante sud e raggiungendo l'aerea cresta sommitale. La via è valutata PD- .